# Neacreotrichus melanoscuta
Neacreotrichus melanoscuta är en tvåvingeart som först beskrevs av Daniel William Coquillett 1904.  Neacreotrichus melanoscuta ingår i släktet Neacreotrichus och familjen svävflugor. Inga underarter finns listade i Catalogue of Life.